# Palazzo Alessandro Saluzzo
Il Palazzo Alessandro Saluzzo è un edificio storico identificato con l'attuale civico 4 di Via Lomellini situato nel centro storico di Genova. Benché non sia inserito nella lista dei palazzi iscritti ai Rolli di Genova è comunque un edificio di notevole interesse storico per la pregevole facciata, affrescata da Luca Cambiaso.

## Descrizione
Cambiaso realizzò la facciata affrescata, secondo quanto diferisce il Soprani, tra il 1543 ed il 1544 all'età di soli 16 anni.
L'affresco è stato riportato alla luce in modo fortuito nell'estate del 2004 durante i lavori di rifacimento della facciata. Tra lo stupore generale si è scoperto, sotto uno spesso strato di depositi nerastri cristallizzatisi nel corso di quasi 500 anni, figure dipinte che ben facevano sperare gli esperti potessero ricondursi alla metà del Cinquecento. Il tempestivo intervento della Soprintendenza ai beni Architettonici della Liguria, cui il palazzo ha già dal 1923 un vincolo ex legge 364/1909 per la presenza del pregevole portale di ingresso risalente al Quattrocento, ha consentito il recupero totale dell'affresco che si sviluppa su ben 5 piani per un'altezza di circa 17 m ed una larghezza di circa 8,5 m. L'affresco riporta scene di battaglia già indicate nel 1769 dallo storico Raffaello Soprani nella sua opera Vite De Pittori, Scultori Ed Architetti Genovesi come le Imprese Romane.
Valutazioni più recenti da parte della Soprintendenza, riportate nel supplemento speciale Genova capitale europea della cultura della rivista Arkos, indicano invece una politematica rappresentazione in cui il giovane Luca Cambiaso sperimenta la propria arte richiamando anche episodi della guerra di Troia e della mitologia romana.
Le opere di restauro si sono concentrate nell'eliminare il duro strato nerastro cristallizzato che sovrastava l'affresco e che in un certo senso ha protetto l'affresco dall'azione degli agenti atmosferici. Molto più modesto è stato il restauro pittorico, probabilmente allo scopo di mantenere immutata ed originale l'opera del Cambiaso.

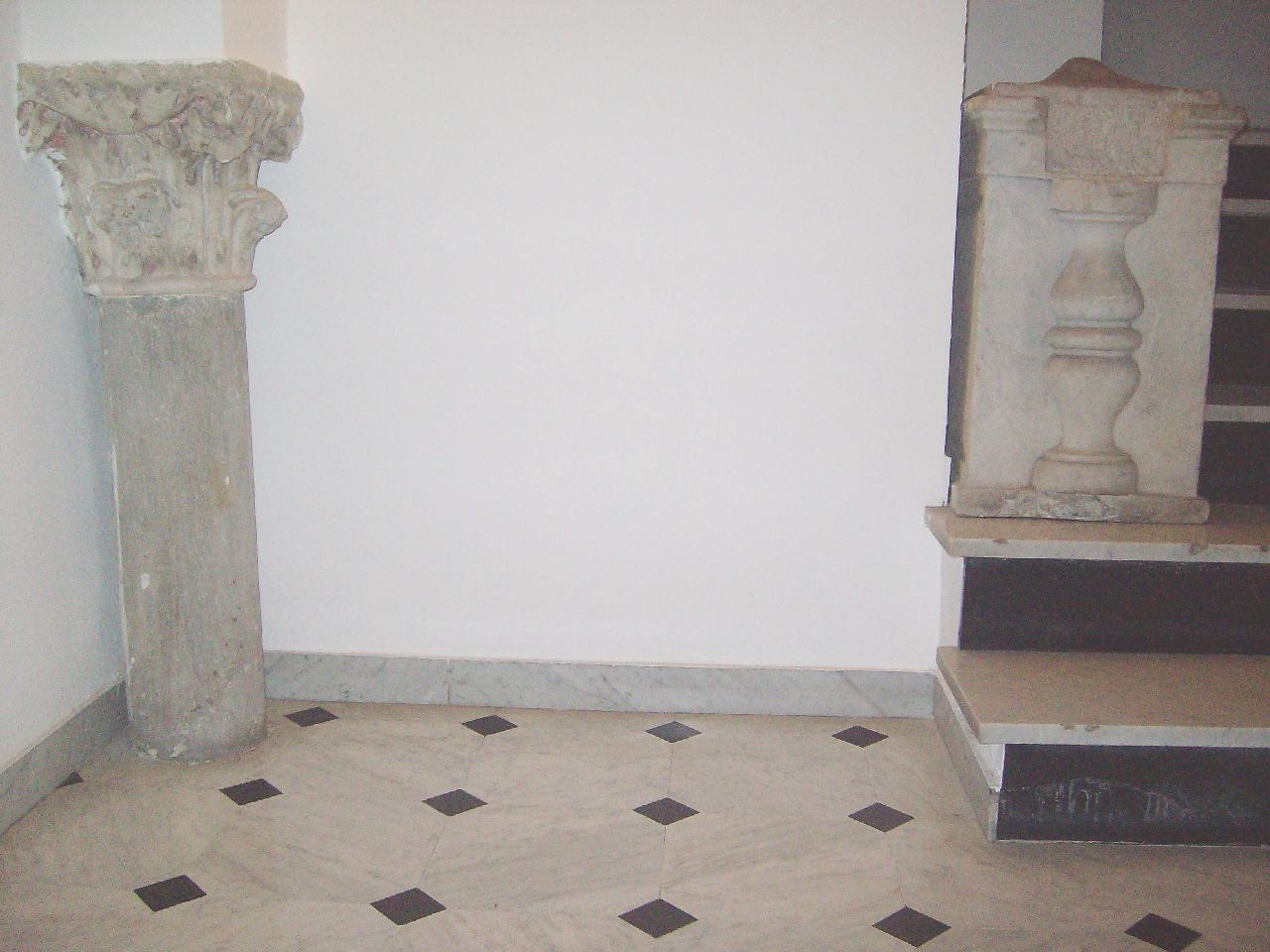
Colonna in marmo con capitello corinzio sporgente dal solaio dell'ammezzato, sulla destra è visibile il massiccio piedistallo caposcala

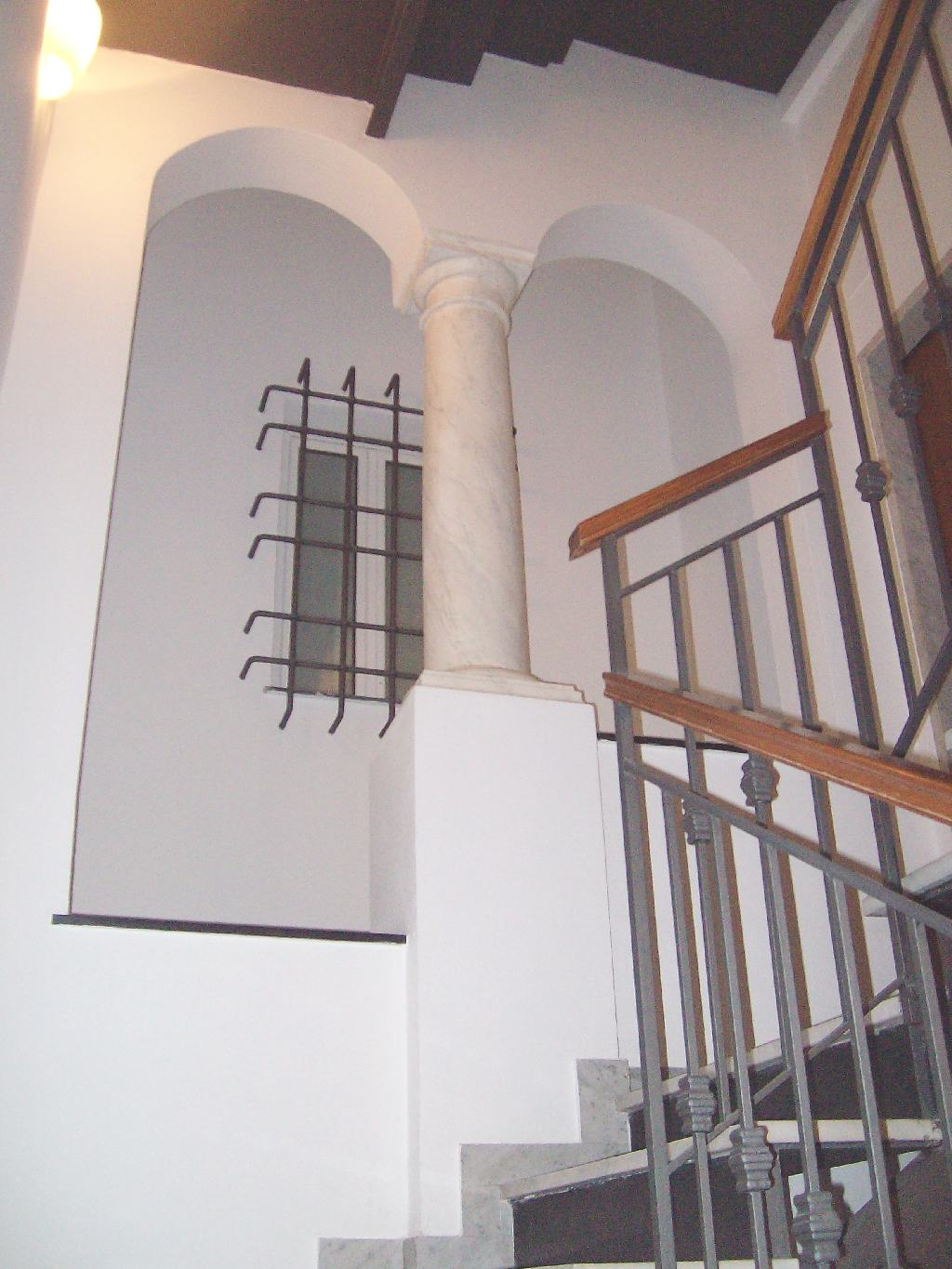
Vano scala con bifore sfalsate attestanti su piccolo cavedio interno

Il palazzo ha pianta rettangolare di 18 x 9 m. aderente per due lati ad edifici adiacenti e per due lati prospettanti su pubbliche vie (via Lomellini ad Est e vico Untoria a Sud) e si compone di 8 piani fuori terra ed uno parzialmente cantinato. Sono presenti 7 unità immobiliari, una per piano, e 3 unità commerciali al piano terra. Le strutture interne sono state rimaneggiate nel corso degli anni e da una sovrapposizione delle planimetrie risultano tramezzature interne non coincidenti tra i vari piani.
Il palazzo si erge su fondamenta sicuramente tardo medioevali e solo dopo il 1500 acquisì il nome della ricca famiglia di banchieri Saluzzo la quale in campo finanziario raggiunse una ricchezza notevole che gli consentì di erigere tra il 1500 ed il 1600 diversi palazzi di pregio nel centro storico di Genova.
Secondo indicazioni riportate nella citata rivista Arkos n°7/2004, il palazzo costituiva un corpo unico con l'adiacente civico 6, anch'esso denominato Palazzo Saluzzo ex Adorno, da rilevare però che le discontinuità strutturali dei piani e la diversità nelle decorazioni della facciata farebbero pensare a costruzioni di età non coincidente ma semplicemente accomunate dal nome dell'antica famiglia proprietaria. Infatti certo è che la famiglia Adorno il 12 novembre del 1626 acquistò con due successivi atti (Atto n° 5637 del 17/11/1626 e Atto n° 5637 del 12/11/1627) due casette attestanti verso Vico Fregoso (attuale Vico Untoria 2 e Vico Untoria 7r) per far creare, su progetto dell'architetto Bartolomeo Bianco, una terrazza al piano nobile. 
Agli inizi dell'Ottocento il palazzo è stato ristrutturato devastandone la struttura originaria; l'ampio atrio di ingresso avente un'altezza di circa 7 metri con soffitti a vela e colonne di marmo (una ancora visibile parzialmente annegata nel piano ammezzato) è stato ridotto creando un piano ammezzato ad uso abitativo e 3 negozi al piano terreno. Anche la copertura originaria è stata devastata creando una sopraelevazione di un piano ad uso abitativo che mal si raccorda con la struttura sottostante.
Più recentemente, nel settembre del 1981, l'edificio fu interessato da gravi lesioni strutturali causate da un incauto taglio di antichi tiranti in ferro (in gergo chiamate "chiavi") che hanno causato lo "spanciamento" dei muri perimetrali del 3º e 4º piano con conseguenti gravi lesioni strutturali all'edificio, già sollecitato dagli interventi di ristrutturazione avvenuti nel secolo precedente. Dal 1981 al 1991 l'edificio era in stato di inagibilità con puntellamenti provvisori finché l'avvicendarsi di nuovi proprietari al 6º, 4º e 3º piano ha consentito l'avvio di radicali opere di consolidamento, realizzando ai piani 1º, 2º, 3º e 4º solai in laterizio armato sostenuti da nuovi pilastri in acciaio, sostituendo inoltre la vecchia scala in muratura con una struttura leggera in ferro con alzate e pedate rivestite in marmo ed ardesia.

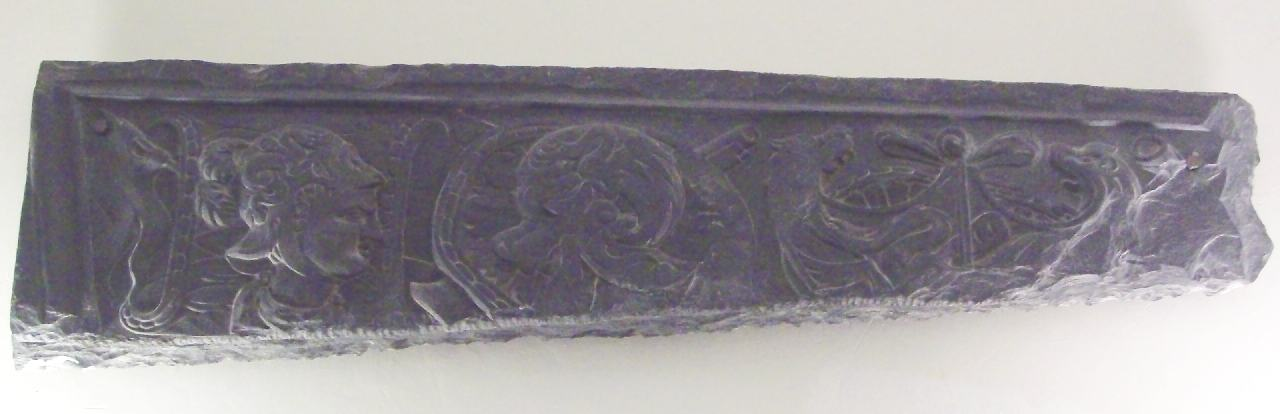
Ciò che rimane degli antichi bassorilievi capoporta

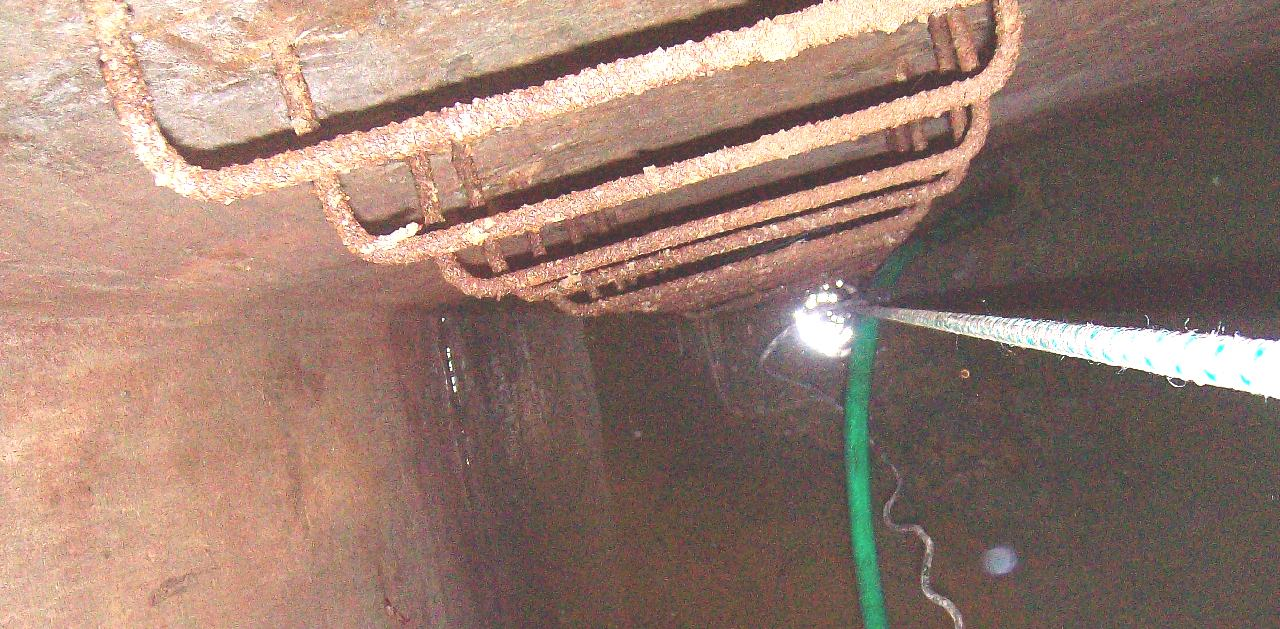
Accesso all'antica cisterna dell'acqua potabile

Il rifacimento dei solai ha riportato alla luce diversi bassorilievi in ardesia risalenti al 1500 riportanti effigi ed elmi che richiamano l'affresco presente in facciata, e che molto probabilmente costituivano decori capoporta o celini. Di questi bassorilievi solo uno è rimasto nell'edificio, gli altri (presumibilmente 5) sono stati asportati nel corso dei passaggi di proprietà o cambi di residenza avvenuti tra il 1997 ed il 2001. 
Inoltre la posa di plinti e pilastri nelle fondamenta dell'edificio ha consentito di scoprire anche un'antica cisterna avente altezza di circa 4m e dimensioni in pianta di circa 3x6m contenente acqua limpida e fresca. Attualmente l'accesso alla cisterna del palazzo avviene tramite scala alla marinara coperta da una botola presente nel negozio ad angolo con Vico Untoria.
Le notevoli opere di consolidamento strutturale si sono concluse nel settembre del 1997, negli anni successivi sono stati effettuati i seguenti interventi di rilievo:
- 1998 rifacimento facciata cavedio interno e lastrico solare
- 2001 rifacimento facciata Vico Untoria
- 2004 rifacimento facciata Via Lomellini
- 2009 rifacimento copertura terrazzo

## Galleria d'immagini

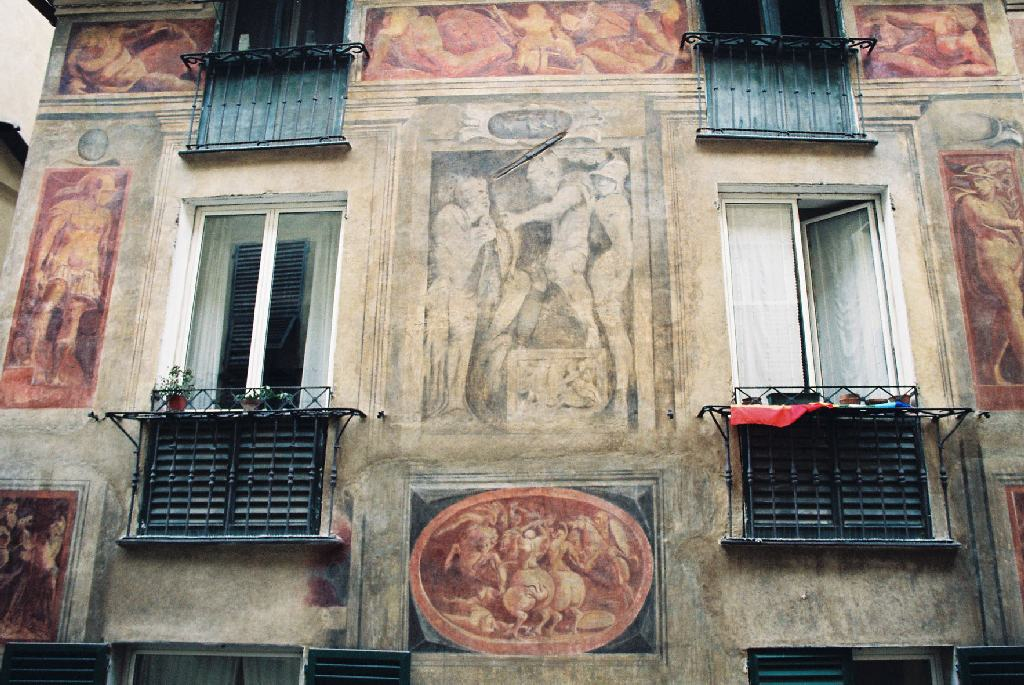
Particolare d'insieme facciata a quota 16-22m.
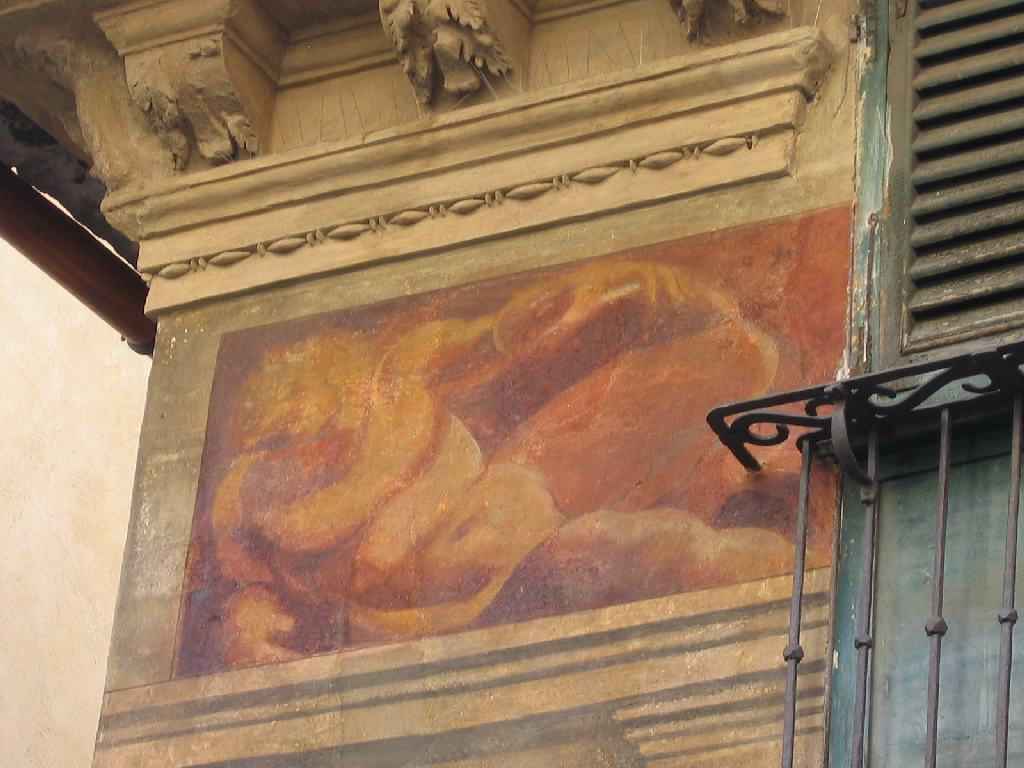
Particolare facciata lato sinistro a quota 21-22m.
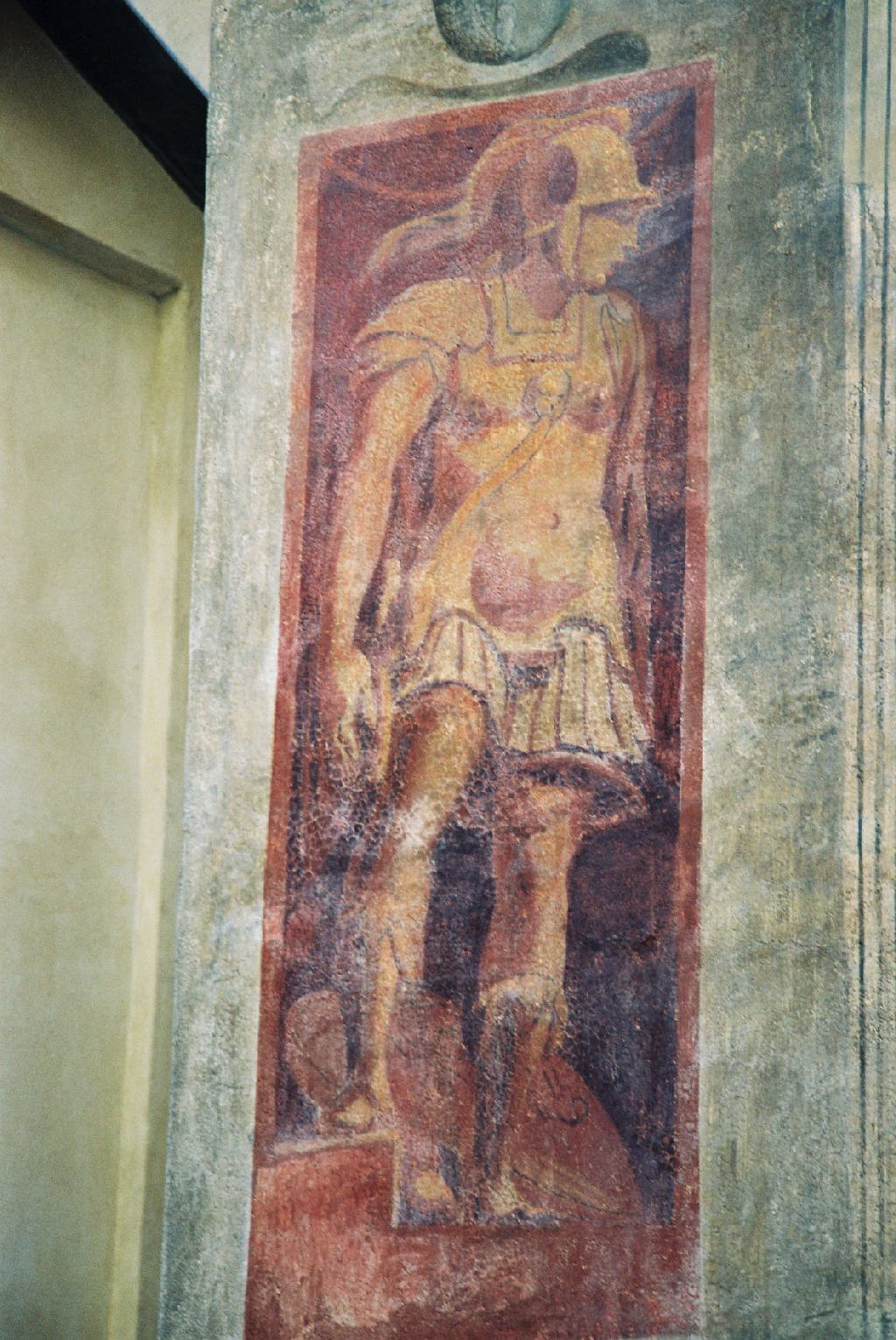
Particolare facciata lato sinistro a quota 17-19m.
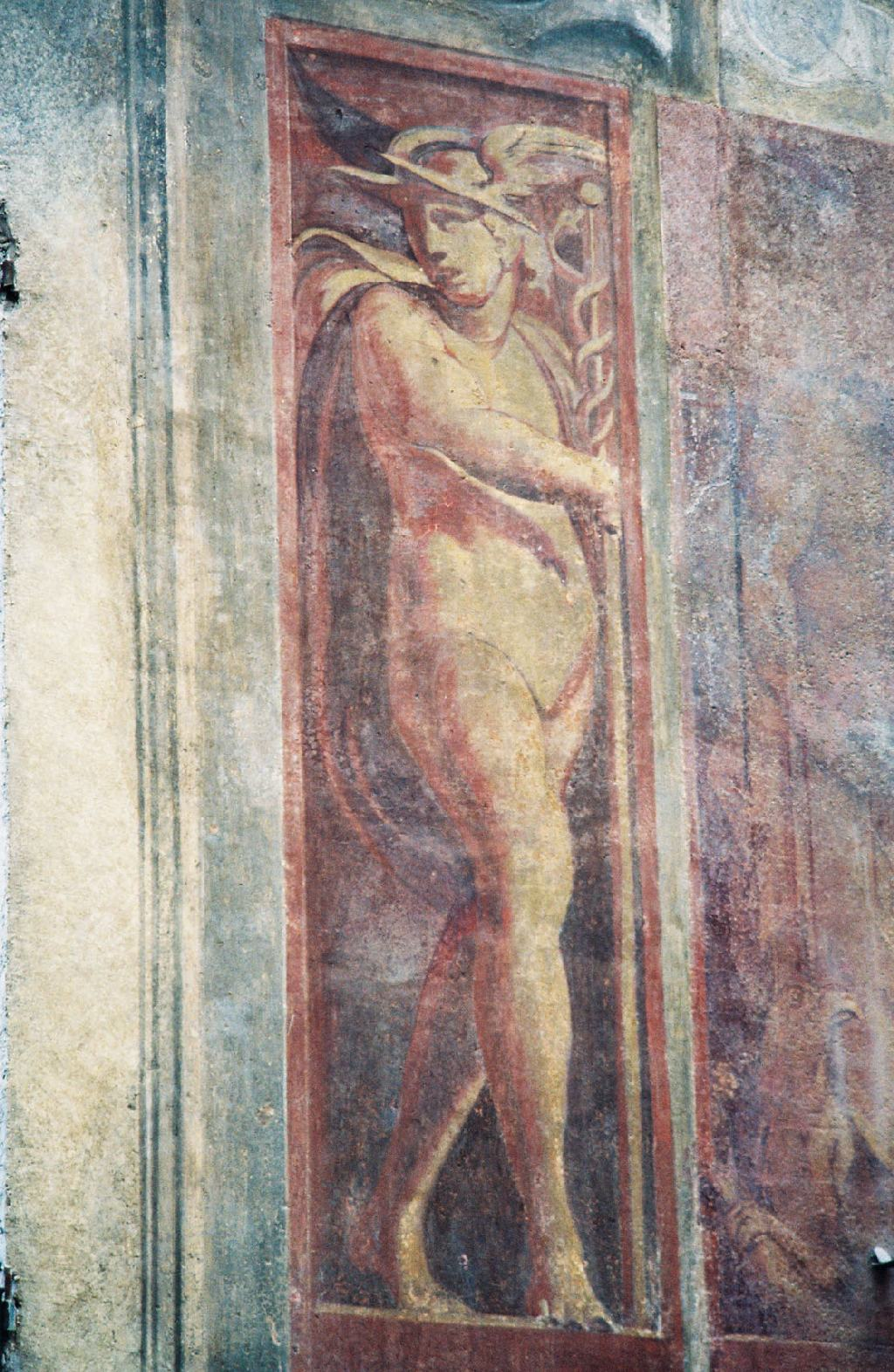
Particolare facciata lato destro a quota 17-19m.
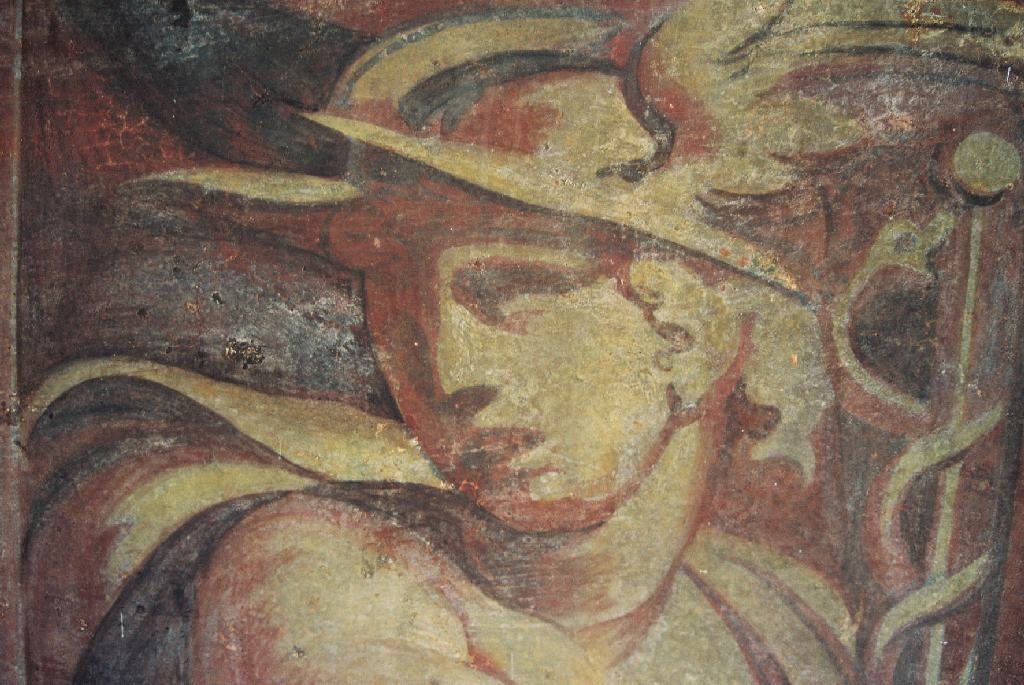
Particolare facciata lato destro a quota 19m.
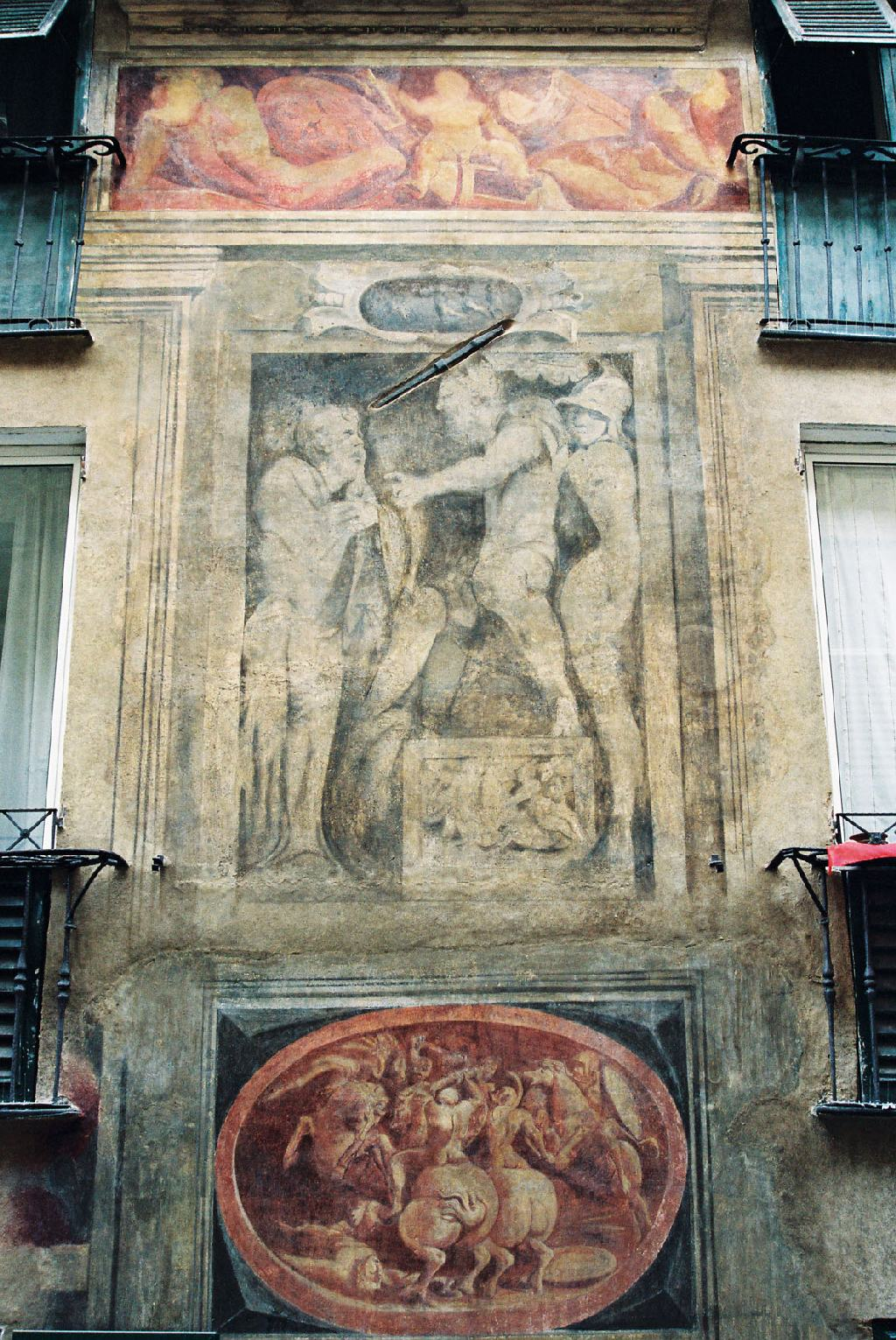
Particolare facciata corpo centrale a quota 16-22m.
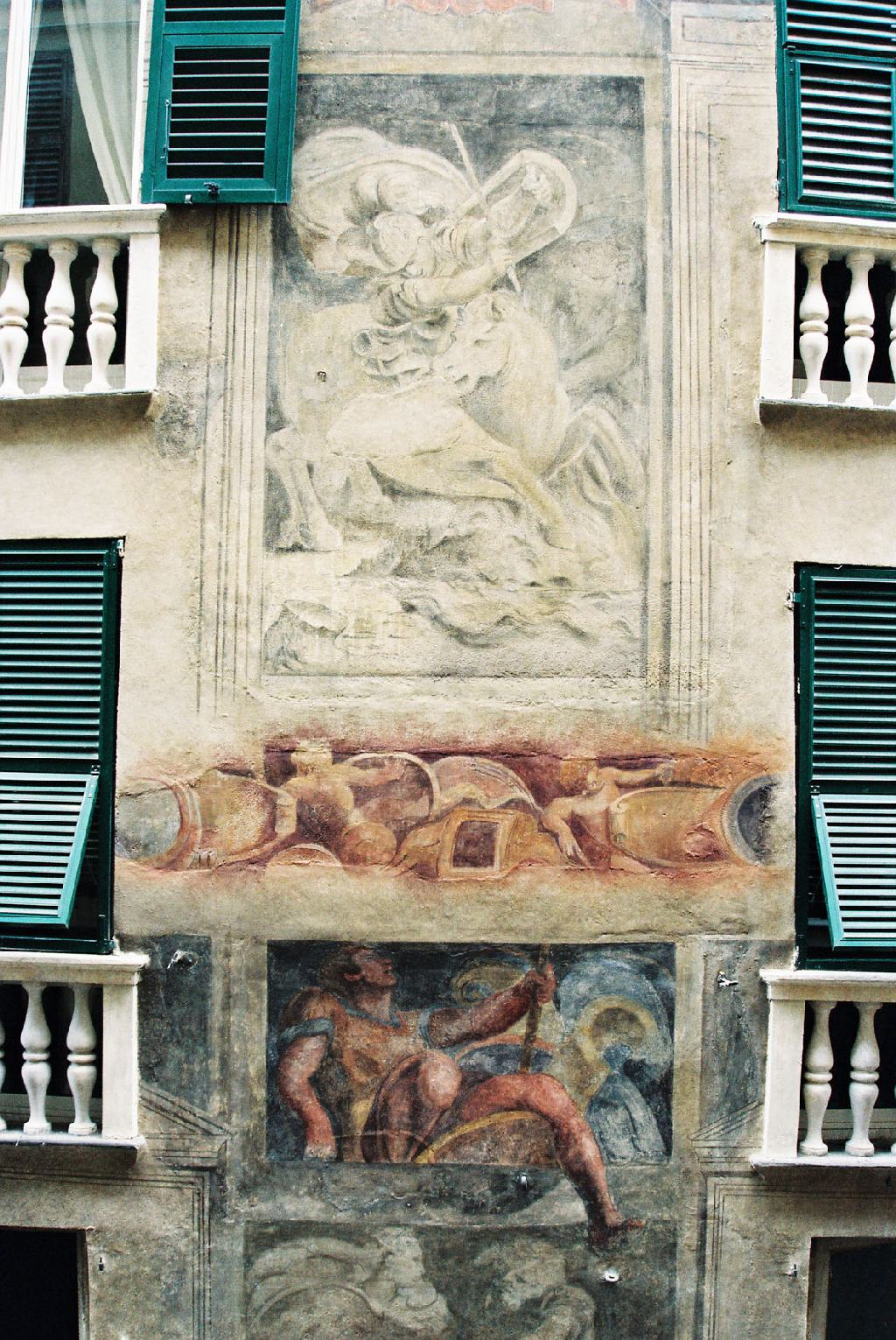
Particolare facciata corpo centrale a quota 8-14m.
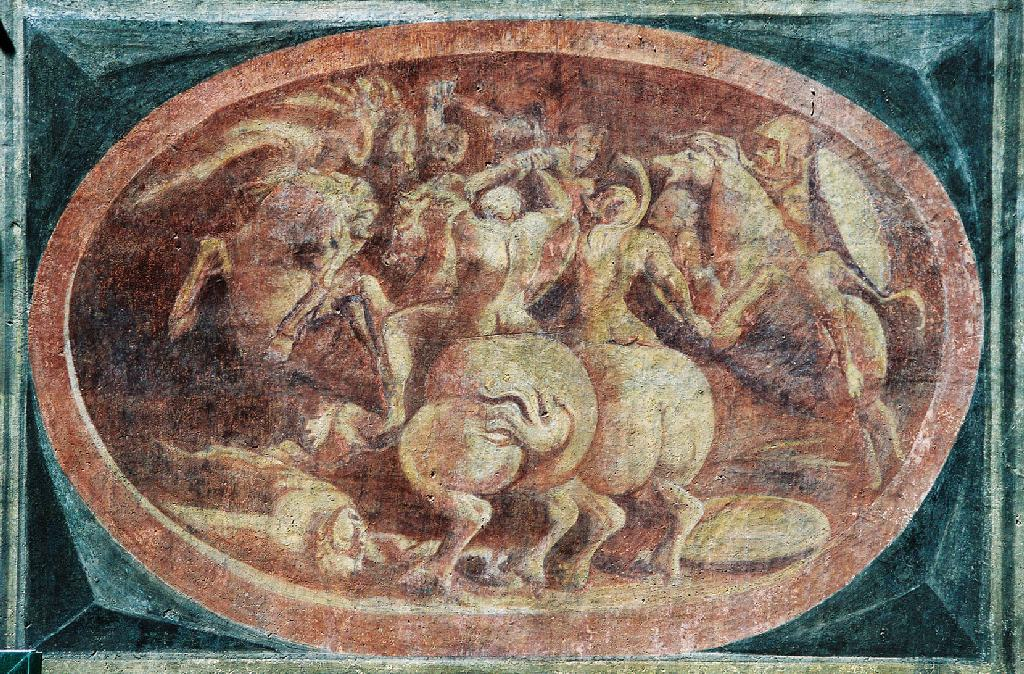
Particolare facciata corpo centrale a quota 15m.
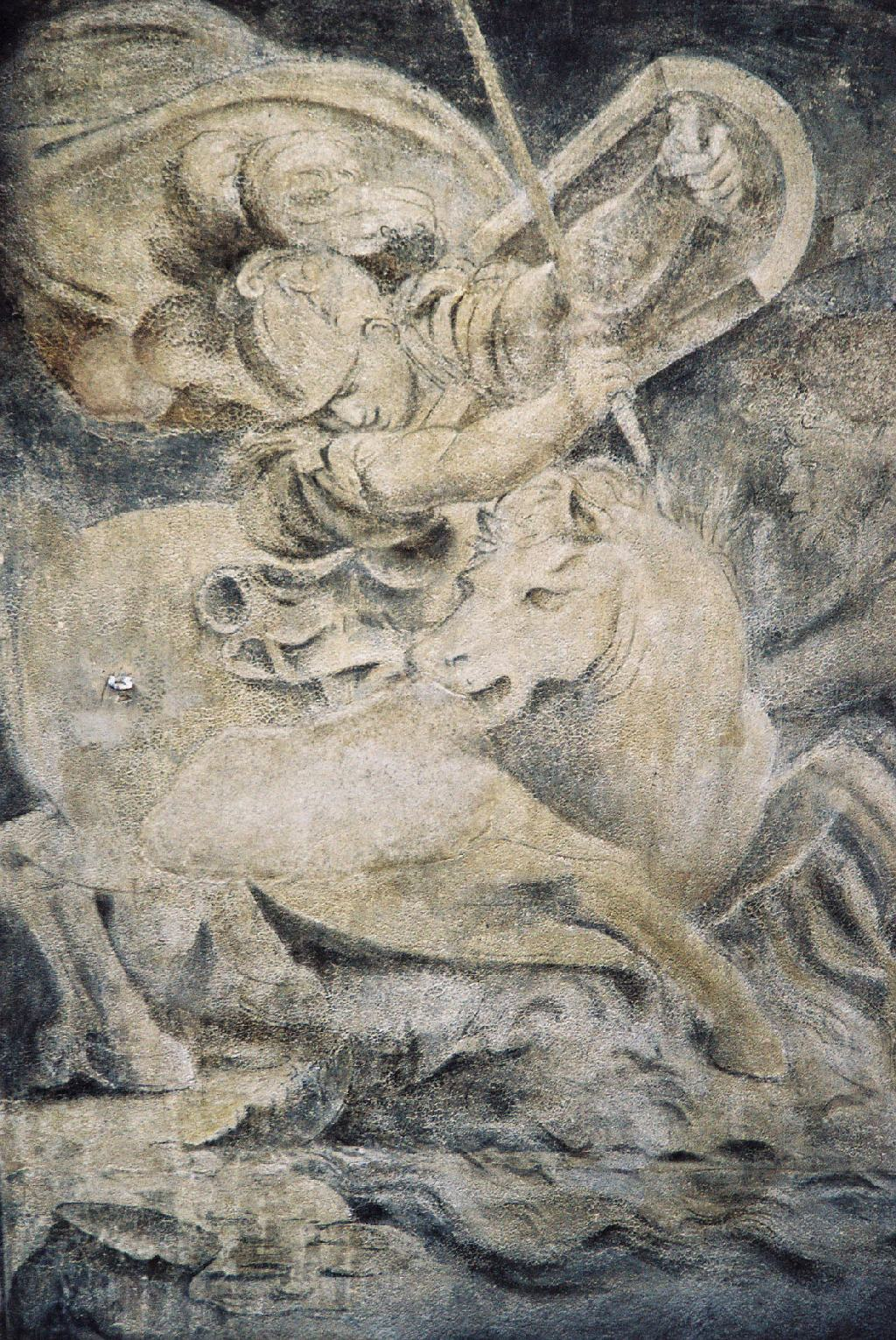
Particolare facciata corpo centrale a quota 12-14m.
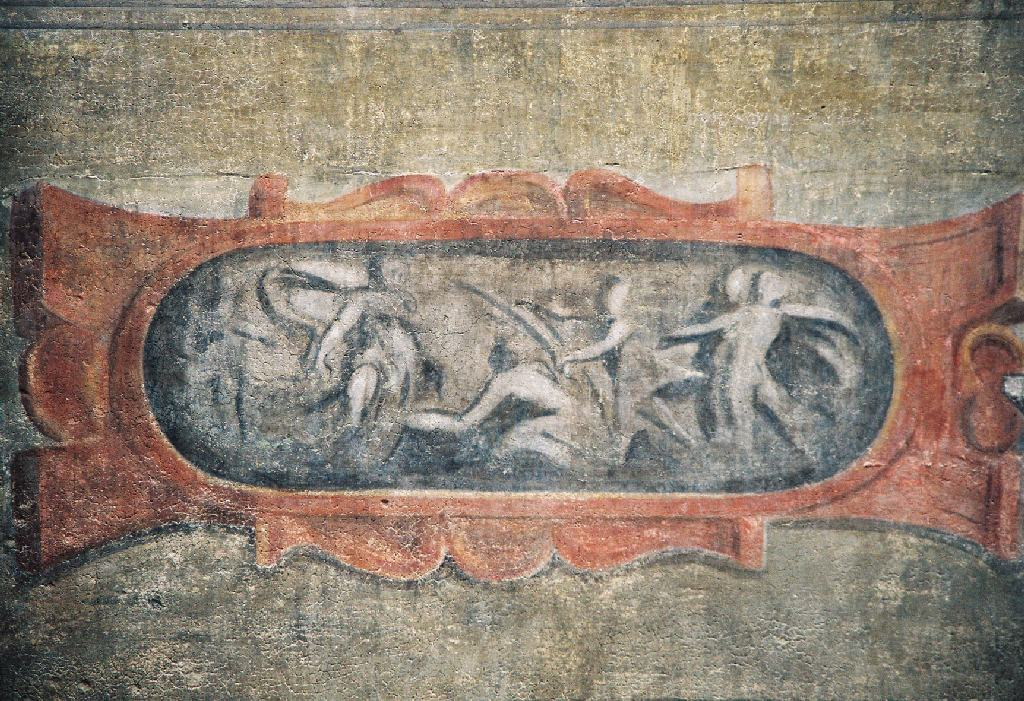
Particolare facciata corpo centrale a quota 14m.
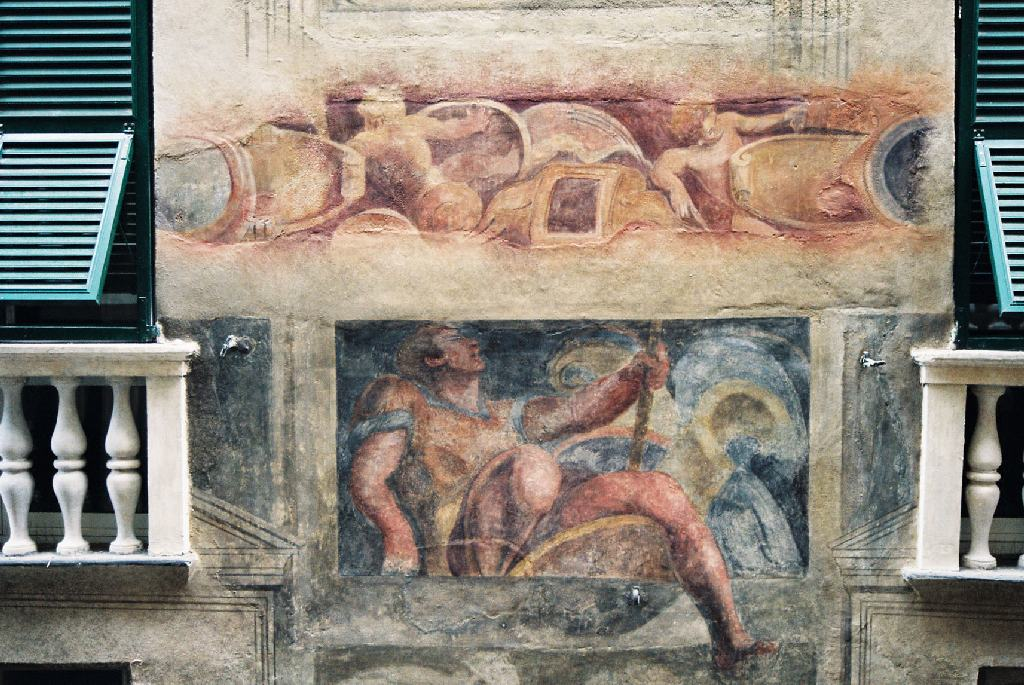
Particolare facciata corpo centrale a quota 9-11m.
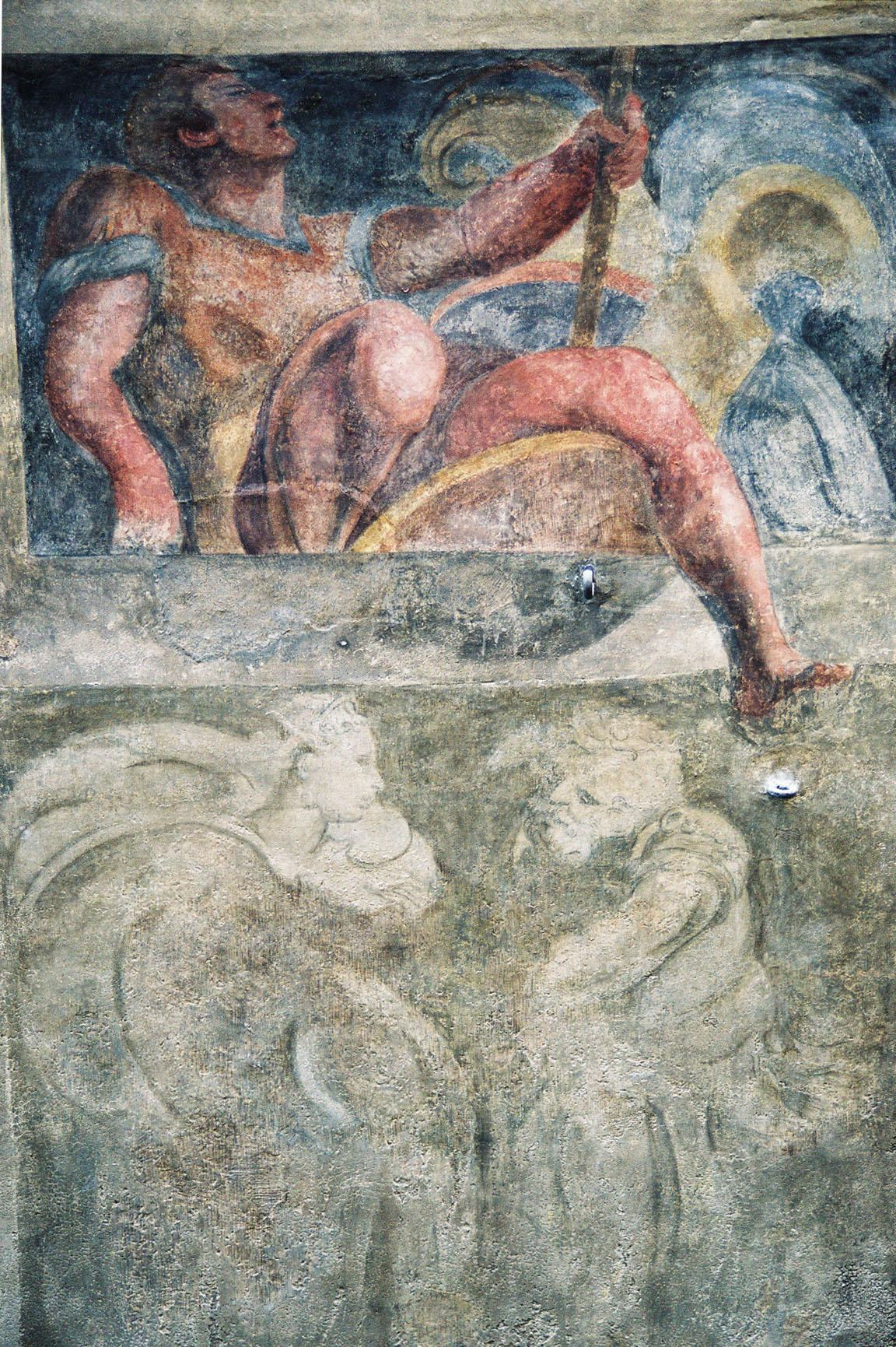
Particolare facciata corpo centrale a quota 8-10m.